# Gergely Antal
Pour les articles homonymes, voir Antal (homonymie).
Gergely Antal est un joueur d'échecs hongrois né le 20 mars 1985 à Budapest, grand maître international depuis 2011 et champion de Hongrie en 2023.
Au 1er décembre 2023, il est le neuvième joueur hongrois avec un classement Elo de 2 569 points.

## Biographie et carrière
Avec l'équipe de Hongrie, Gergely Antal remporta le championnat d'Europe par équipe de moins de 18 ans en 2003 (médaille d'or par équipe et médaille d'or individuelle au deuxième échiquier).
Il participe à la Coupe Mitropa en 2004 au quatrième échiquier de l'équipe de Hongrie.
En 2010, il finit premier ex æquo du tournoi SPICE de printemps à l'université du Texas à Lubbock et premier ex æquo du tournoi B de la SPICE Cup à l'université du Texas à Lubbock en novembre. En 2011, il finit 1er-3e (troisième au départage) de l'open de Pula en Croatie.
En 2016, il gagne le championnat open du Canada. En 2019, il marque 7 points sur 9 à l'open Grenke. 
En août 2023, il gagne l'open de Rhodes en Grèce avec 7,5 points sur 9.
En décembre 2023, Gergely Antal remporte le championnat de Hongrie d'échecs avec 7 points sur 9.